# Ernst Kreische
Ernst Kreische (* 5. Juni 1902 in Tetschen, Österreich-Ungarn; † 8. September 1944 in Leitmeritz, Reichsgau Sudetenland) war ein sudetendeutscher Lehrer, Journalist, Schriftsteller und Funktionär der Deutschen Sozialdemokratischen Arbeiterpartei (DSAP) der Tschechoslowakei.

## Leben und Wirken
Nach dem Schulbesuch absolvierte er eine Ausbildung zum Lehrer und war ab 1922 als Fachlehrer an der deutschen Bürgerschule in Wegstädtl in der Tschechoslowakei tätig. Politisch engagierte er sich in dieser Zeit in der Deutschen Sozialdemokratischen Arbeiterpartei in der Tschechoslowakischen Republik, in der er den Vorsitz der Ortsgruppe Wegstädl übernahm. In seiner Freizeit betätigte er sich auch als Journalist und Filmkritiker. Insbesondere trat er mit Gedichten, Skizzen und mehreren Romanen unterhaltenden Charakters schriftstellerisch hervor. Er war Vorsitzender des Schutzverbandes deutscher Schriftsteller in der Tschechoslowakei, aus dem er 1938 austrat.
Nach der deutschen Besetzung der tschechoslowakischen Grenzgebiete im Oktober 1938 und der Bildung des Reichsgaus Sudetenland wurde er aus dem Schuldienst entlassen. Er starb im Alter von 42 Jahren im Krankenhaus von Leitmeritz.

## Werke (Auswahl)
- Das große Sehnen. 1924.
- Das neue Geschlecht. Der Roman einer Sippe. Borgmeyer Verlag, Hildesheim 1933.
- Die Frühlingssymphonie. 1936.
- Hochzeit für Veronika. 1938.
- Das große und das kleine Leben. Roman. Knorr & Hirth, München 1944.